# Rajayoga
Rajayoga ("kunglig yoga", "kunglig förening" eller "kontrollens yoga") är en av yogans vägar tillsammans med bhaktiyoga (hängivenhetens yoga), jnanayoga (kunskapens yoga) och karmayoga (handlingens yoga).
Rajayoga beskrevs först av Patanjalis i Yoga sutra där även Ashtanga yoga (yogans åtta grenar) beskrevs. Det är också de fyra första av de åtta grenarna som utgör grunden i rajayoga:  
- Yama – respekt för andra; omfattar bland annat icke-våld, sanning, ärlighet, måttfullhet och icke-begär
- Niyama – positiv självdisciplin; omfattar bland annat renhet, tillfredsställelse, disciplin, självstudier och hängivenhet.
- Asana – kroppspositioner, men ska inte sammanblandas med dagens kroppspositioner som ses inom hathayoga[a]
- Pranayama – andningstekniker[b]

De två förstnämnda handlar om uppförande och livsstil medan de två sistnämnda handlar om kroppen och sinnet.
Rajayoga är en del av Samkhya-traditionen och inom hinduisk filosofi benämns rajayoga kort och gott "yoga".[källa behövs]